# Olios obtusus
Olios obtusus là một loài nhện trong họ Sparassidae.
Loài này thuộc chi Olios. Olios obtusus được Frederick Octavius Pickard-Cambridge miêu tả năm 1900.